# زقة الرمل الفلوريدية
زقة الرمل الفلوريدية (الاسم العلمي: Ammocrypta bifascia)، نوع من جنس زقة الرمل وفصيلة أسماك الفرخ. متوطنه في فلوريدا وجنوب ألاباما.